# Pierino Favalli
Pierino Favalli (Zanengo, 1 de mayo de 1914 - Cremona, 16 de mayo de 1986) fue un ciclista italiano que fue profesional entre 1937 y 1946. 
Durante su carrera profesional consiguió 12 victorias, entre ellas una Milán-San Remo y una etapa al Giro de Italia.

## Palmarés
1937
- Coppa San Geo

1938
- Milán-Turín
- Giro de la Romagna
- Giro de la Provincia de Milán, con Gino Bartali

1939
- Milán-Turín
- Giro de la Provincia de Milán, con Gino Bartali

1940
- Milà-Turín
- Giro de la Provincia de Milán, con Gino Bartali
- 1 etapa del Giro de Italia

1941
- Milán-San Remo

1942
- Giro de la Provincia de Milán, con Gino Bartali
- Giro di Campania
- Giro del Veneto

## Resultados en las grandes vueltas
| Carrera         | 1936 | 1937 | 1938 | 1939 | 1940 | 1941 | 1942 | 1943 | 1944 | 1945 | 1946 |
| --------------- | ---- | ---- | ---- | ---- | ---- | ---- | ---- | ---- | ---- | ---- | ---- |
| Giro de Italia  | -    | Ab.  | -    | Ab.  | Ab.  | X    | X    | X    | X    | X    | -    |
| Tour de Francia | -    | -    | -    | -    | X    | X    | X    | X    | X    | X    | X    |
| Vuelta a España | -    | X    | X    | X    | X    | -    | -    | X    | X    | -    | -    |
| Mundial en Ruta | -    | -    | -    | X    | X    | X    | X    | X    | X    | X    | -    |